# Dale Davis
Elliott Lydell "Dale" Davis (Toccoa, Georgia; 25 de marzo de 1969) es un exjugador de baloncesto estadounidense que disputó 16 temporadas en la NBA. Con 2,11 metros de altura, jugaba en la posición de pívot.

## Carrera

### Universidad
Davis pasó cuatro años en la Universidad de Clemson donde jugó para los Tigers (1987–1991). 
En la temporada 1987-88 tuvo un buen debut como freshman con 7,8 puntos (53,8 % en tiros) y 7,7 rebotes. Como sophomore mejoró bastante sus números jugando solo 0,8 minutos más. Promedió 13,3 puntos (67 %) y 8,9 rebotes.
Como júnior en la temporada 1989-90 irrumpió con 15,3 puntos (62,5 %), 11,3 rebotes y 1,7 tapones. Aquel año alcanzó con Clemson las semifinales del torneo NCAA, donde cayeron 71-70 ante UConn Huskies. En su última temporada brilló con 17,9 puntos (53,2 %), 12,1 rebotes y 2,6 tapones.
Durante su periplo universitario promedió 13,6 puntos (58,8 %) y 10 rebotes. Lideró la Atlantic Coast Conference en rebotes durante tres temporadas consecutivas (88-91), y sus 12,1 rebotes son el promedio más alto en la ACC en 17 temporadas. Además, es, junto a Ralph Sampson, Mike Gminski y Tim Duncan, el único en la historia de la ACC en alcanzar los 1500 puntos, 1200 rebotes y 200 tapones. Durante 3 temporadas compartió juego interior con Elden Campbell.

### NBA
Davis fue drafteado por Indiana Pacers en el puesto 13 de 1.ª ronda del draft de 1991. Debutó como rookie en la temporada 1991-92 con unos aceptables 6,2 puntos y 6,4 rebotes. Pasó 9 temporadas con los Pacers, donde siempre mantuvo números cercanos a las dobles figuras. 
Sus mejores años en Indiana fueron en la 1993-94 donde hizo 11,7 puntos y 10,9 rebotes y la 1999-2000 donde firmó 10 puntos y 9,9 rebotes siendo elegido para jugar el All-Star Game de Oakland. Otro de sus mejores momentos llegó ese mismo año, cuando los Pacers alcanzaron la final que les enfrentó a Los Angeles Lakers. En aquellos playoffs, Davis promedió 8,3 puntos y 11,4 rebotes. Esa temporada era la 7.ª en la que lideraba a Indiana en rebotes, algo que nadie nunca había conseguido en la franquicia.
En el verano de 2000 dejaría Indiana como el máximo reboteador en la era exclusivamente perteneciente a la NBA. Indiana lo traspasó a Portland Trail Blazers a cambio de Jermaine O'Neal y Joe Kleine. O'Neal pronto se convertiría en el jugador franquicia del equipo.
Davis pasó cuatro años en Portland, donde alcanzó en sus dos primeras temporadas los playoffs sin superar la 1.ª ronda. Llegó con 31 años donde promedió 7,8 puntos y 7,7 rebotes.
El 20 de julio de 2004, Portland lo traspasó junto a Dan Dickau a Golden State Warriors a cambio de Nick Van Exel. En Golden State jugó 36 partidos donde tuvo una importancia testimonial hasta que fue traspasado junto a Speedy Claxton a New Orleans Hornets por Baron Davis. Tan pronto llegó lo cortaron, y fue repescado por su primer equipo, Indiana. Con los Pacers tuvo que jugar de titular los 25 partidos que disputó debido a la lesión de Jermaine O'Neal, promediando unos magníficos 6,9 puntos, 8,9 rebotes y 1,3 tapones a sus 36 años.
Firmó con Detroit Pistons para la 2005-06 y estuvo dos temporadas allí, hasta su retirada en 2007.

## Estadísticas de su carrera en la NBA

### Temporada regular
| Año      | Equipo       | PJ   | PT  | MPP  | %TC  | %3P  | %TL  | RPP  | APP | ROB | TPP | PPP  |
| -------- | ------------ | ---- | --- | ---- | ---- | ---- | ---- | ---- | --- | --- | --- | ---- |
| 1991–92  | Indiana      | 64   | 23  | 20.3 | .552 | .000 | .572 | 6.4  | .5  | .4  | 1.2 | 6.2  |
| 1992–93  | Indiana      | 82   | 82  | 27.6 | .568 | .000 | .529 | 8.8  | .8  | .8  | 1.8 | 8.9  |
| 1993–94  | Indiana      | 66   | 64  | 34.7 | .529 | .000 | .527 | 10.9 | 1.5 | .7  | 1.6 | 11.7 |
| 1994–95  | Indiana      | 74   | 70  | 31.7 | .563 | .000 | .533 | 9.4  | .8  | 1.0 | 1.6 | 10.6 |
| 1995–96  | Indiana      | 78   | 77  | 33.6 | .558 | .000 | .467 | 9.1  | 1.0 | .7  | 1.4 | 10.3 |
| 1996–97  | Indiana      | 80   | 76  | 32.4 | .538 | .000 | .428 | 9.7  | .7  | .8  | 1.0 | 10.4 |
| 1997–98  | Indiana      | 78   | 78  | 27.9 | .548 | .000 | .465 | 7.8  | .9  | .7  | 1.1 | 8.0  |
| 1998–99  | Indiana      | 50   | 50  | 27.5 | .533 | .000 | .618 | 8.3  | .4  | .4  | 1.1 | 8.0  |
| 1999–00  | Indiana      | 74   | 72  | 28.7 | .502 | .000 | .685 | 9.9  | .9  | .7  | 1.3 | 10.0 |
| 2000–01  | Portland     | 81   | 43  | 26.7 | .479 | .000 | .632 | 7.5  | 1.3 | .5  | .9  | 7.2  |
| 2001–02  | Portland     | 78   | 77  | 31.4 | .510 | .000 | .708 | 8.8  | 1.2 | .8  | 1.1 | 9.5  |
| 2002–03  | Portland     | 78   | 78  | 29.3 | .541 | .000 | .633 | 7.2  | 1.2 | .7  | .9  | 7.4  |
| 2003–04  | Portland     | 76   | 37  | 22.1 | .473 | .000 | .613 | 5.2  | .9  | .6  | .8  | 4.4  |
| 2004–05  | Golden State | 36   | 3   | 16.0 | .413 | .000 | .579 | 4.3  | .6  | .4  | .9  | 3.1  |
| 2004–05  | Indiana      | 25   | 25  | 29.2 | .536 | .000 | .623 | 8.9  | 1.0 | .8  | 1.3 | 6.9  |
| 2005–06  | Detroit      | 28   | 2   | 6.4  | .375 | .000 | .533 | 1.9  | .2  | .0  | .3  | .9   |
| 2006–07  | Detroit      | 46   | 6   | 10.1 | .446 | .000 | .654 | 3.0  | .3  | .2  | .7  | 1.8  |
| Total    | Total        | 1094 | 863 | 27.1 | .530 | .000 | .562 | 7.9  | .9  | .6  | 1.2 | 8.0  |
| All-Star | All-Star     | 1    | 0   | 14.0 | .667 | .000 | .000 | 8.0  | 1.0 | .0  | .0  | 4.0  |

### Playoffs
| Año   | Equipo   | PJ  | PT  | MPP  | %TC  | %3P  | %TL  | RPP  | APP | ROB | TPP | PPP |
| ----- | -------- | --- | --- | ---- | ---- | ---- | ---- | ---- | --- | --- | --- | --- |
| 1992  | Indiana  | 3   | 0   | 23.0 | .400 | .000 | .000 | 6.3  | .7  | .0  | 1.7 | 2.7 |
| 1993  | Indiana  | 4   | 4   | 29.3 | .667 | .000 | .250 | 8.0  | 1.0 | 1.0 | 1.0 | 4.3 |
| 1994  | Indiana  | 16  | 16  | 36.1 | .528 | .000 | .306 | 9.9  | .7  | 1.1 | 1.0 | 7.7 |
| 1995  | Indiana  | 17  | 17  | 28.8 | .533 | .000 | .489 | 8.0  | .4  | .4  | .8  | 7.9 |
| 1996  | Indiana  | 5   | 5   | 36.8 | .516 | .000 | .364 | 11.2 | .8  | .6  | 1.2 | 7.2 |
| 1998  | Indiana  | 16  | 16  | 29.1 | .651 | .000 | .453 | 7.5  | .8  | .3  | 1.1 | 8.8 |
| 1999  | Indiana  | 13  | 13  | 30.3 | .584 | .000 | .560 | 10.2 | .8  | .8  | 1.4 | 9.1 |
| 2000  | Indiana  | 23  | 23  | 31.0 | .523 | .000 | .542 | 11.4 | .7  | .5  | 1.3 | 8.3 |
| 2001  | Portland | 2   | 0   | 10.0 | .000 | .000 | .500 | 2.0  | .0  | .5  | .0  | .5  |
| 2002  | Portland | 3   | 3   | 23.3 | .273 | .000 | .500 | 6.7  | 1.3 | 1.3 | 1.0 | 2.3 |
| 2003  | Portland | 6   | 6   | 27.0 | .583 | .000 | .654 | 8.0  | 1.5 | .8  | .3  | 7.5 |
| 2005  | Indiana  | 13  | 13  | 23.9 | .448 | .000 | .680 | 6.2  | .4  | .7  | .5  | 5.3 |
| 2006  | Detroit  | 8   | 0   | 4.5  | .000 | .000 | .500 | 1.1  | .1  | .0  | .0  | .3  |
| 2007  | Detroit  | 8   | 0   | 6.4  | .375 | .000 | .500 | 1.5  | .1  | .3  | .3  | 1.0 |
| Total | Total    | 137 | 116 | 26.7 | .533 | .000 | .503 | 8.0  | .6  | .6  | .9  | 6.6 |

## Vida personal
En agosto de 2006 la policía lo arrestó en Miami Beach debido a que Dale intentó asaltar a un policía, tuvo una conducta desobediente y se negó a ser arrestado. En diciembre de 2006 fue absuelto de todos los cargos.